# ماریندوک
ماریندوک یا ماریندوکو (Marinduque) یکی از استان‌های کشور فیلیپین است. این استان بخشی از جزیرهٔ لوزون به‌شمار می‌رود.
مرکز این استان شهر بوآک است. جمعیت آن کمتر از دویست و هفده هزار نفر است. مساحت این استان نهصد و شصت کیلومتر مربع است.